# Bulbophyllum dransfieldii
Bulbophyllum dransfieldii là một loài phong lan thuộc chi Bulbophyllum.